# St-Pierre-St-Paul (Aumale)

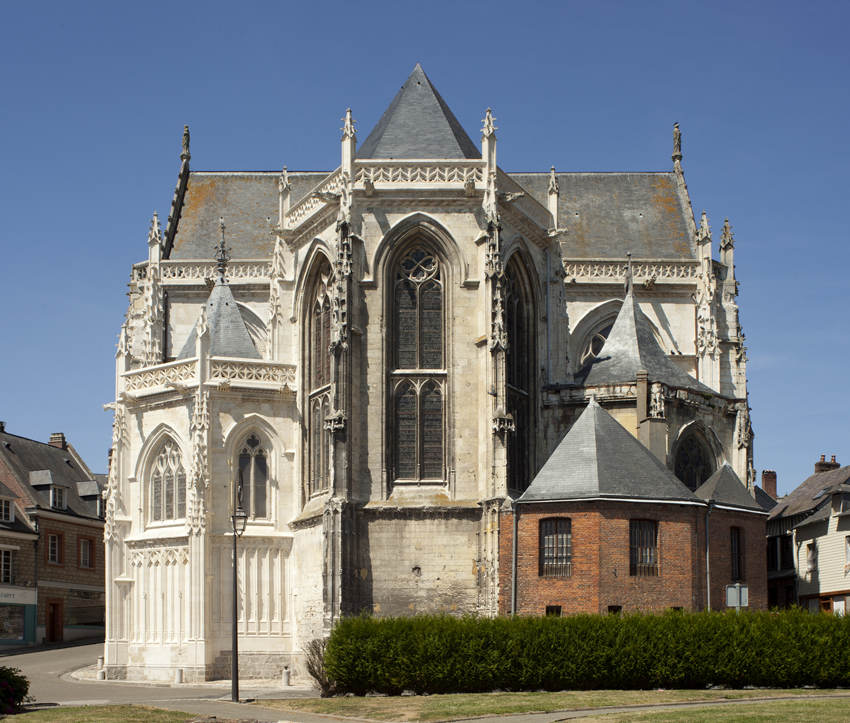
Pfarrkirche St-Pierre-St-Paul, Ansicht von Osten

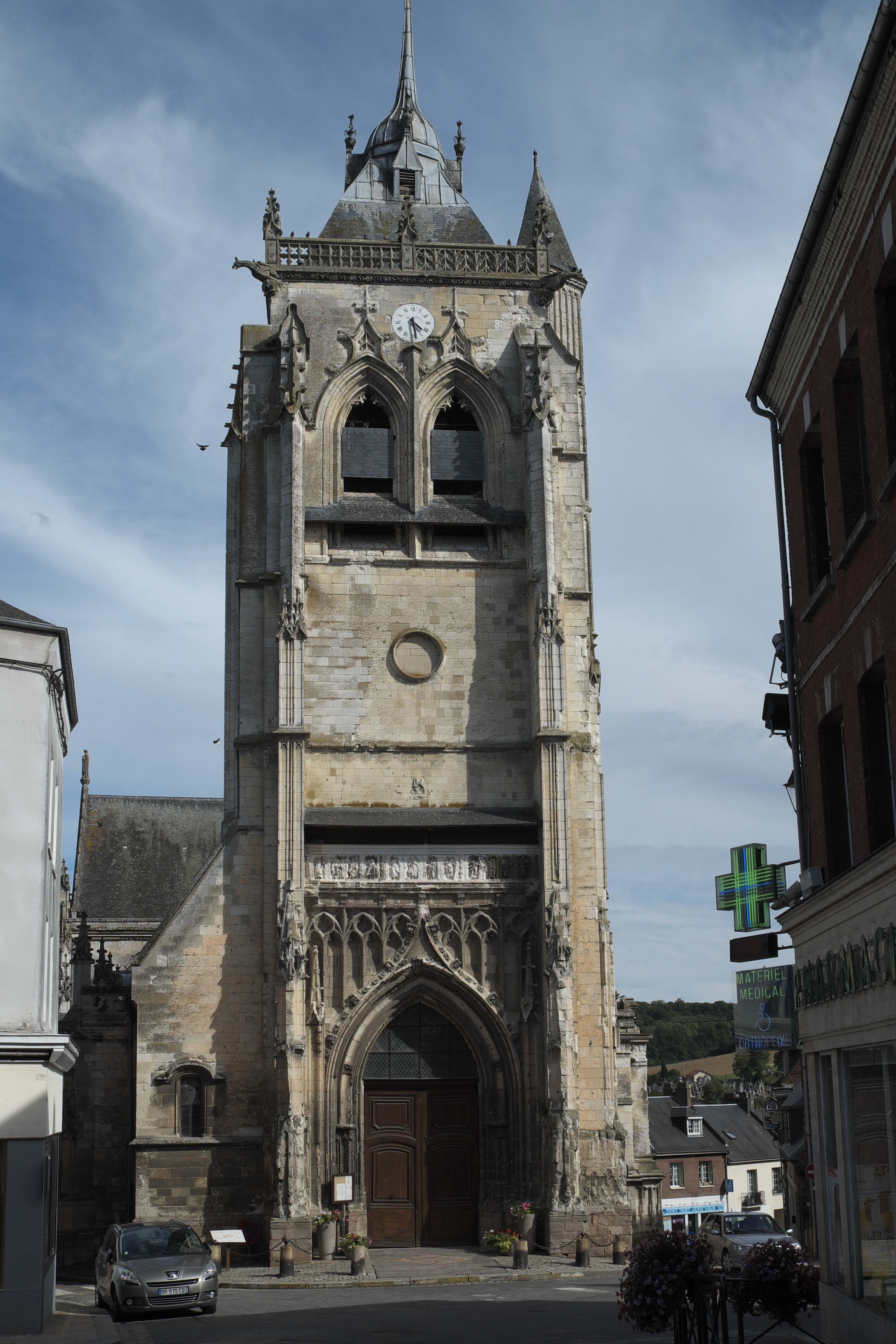
Westturm

Die katholische Pfarrkirche St-Pierre-St-Paul in Aumale, einer Stadt im Département Seine-Maritime in der französischen Region Normandie, wurde im 16. Jahrhundert errichtet. Im Chor und im Querhaus sind Bleiglasfenster aus der Renaissance erhalten. Die den Aposteln Petrus und Paulus geweihte Kirche wurde im Jahr 1862 als Monument historique in die Liste der Baudenkmäler in Frankreich aufgenommen.

## Geschichte
Nachdem die Vorgängerkirche im Jahr 1472, während des Hundertjährigen Krieges, bei der Plünderung der Stadt durch die Truppen Karls des Kühnen zerstört worden war, errichtete man ab 1508 eine neue Kirche. In der Mitte des 16. Jahrhunderts waren der Chor und das Querhaus fertiggestellt. Die Arbeiten am Langhaus wurden mehrmals unterbrochen und dauerten bis ins Jahr 1610. Ende des 19. Jahrhunderts wurde das Langhaus unter dem Architekten Lucien Lefort dem Flamboyantstil des Chores angepasst.

## Architektur

### Außenbau
Die Kirche ist über dem Grundriss eines lateinischen Kreuzes errichtet. An der Westfassade erhebt sich der quadratische, schiefergedeckte Glockenturm, in dessen Untergeschoss ein spitzbogiges Portal eingeschnitten ist. Das Portal der Südfassade ist aufwändig mit Renaissancedekor skulptiert und wurde im 16. Jahrhundert vermutlich von dem Bildhauer Jean Goujon geschaffen.

### Innenraum

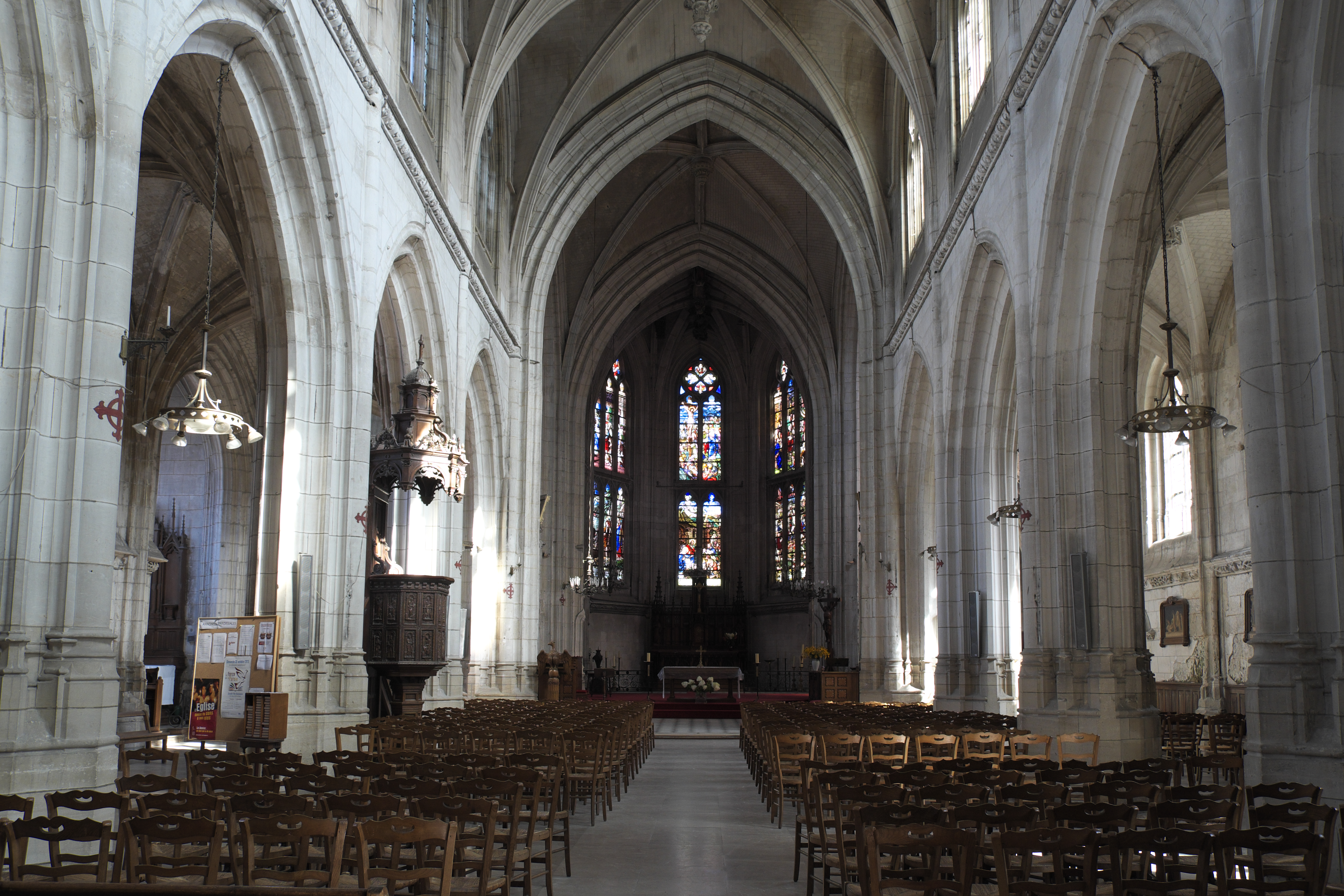
Innenraum

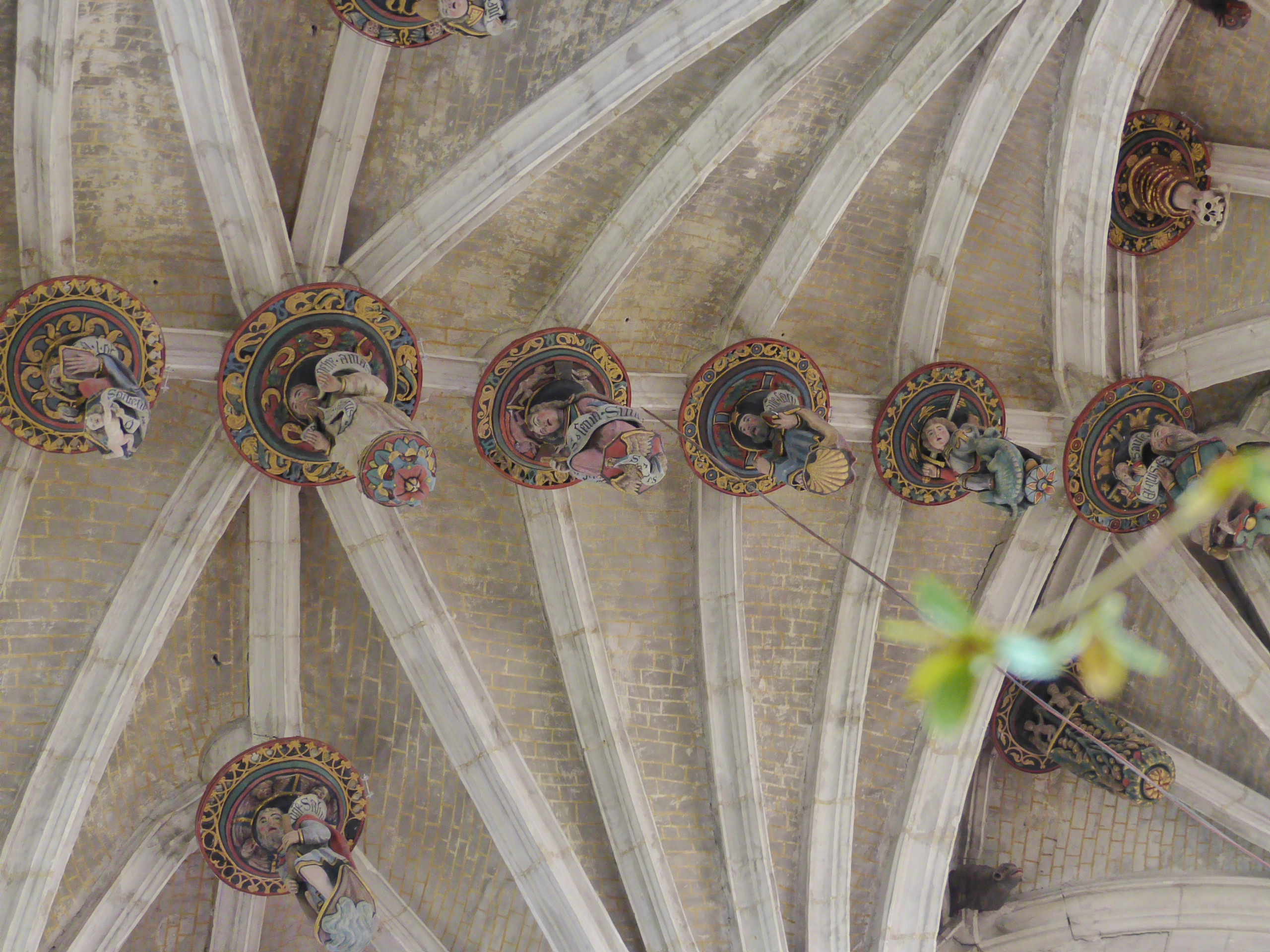
Schlusssteine

Das Langhaus ist dreischiffig. Der zweigeschossige Aufriss mit Arkadenzone und Obergadenfenstern ist typisch für die zu dieser Zeit in Nordfrankreich entstandenen gotischen Kirchen. Querhaus und Chor haben die gleiche Höhe wie das Langhaus. An den Chor schließt sich im Norden und Süden eine niedrigere Kapelle an. Die Gewölbeschlusssteine sind teilweise mit farbig gefassten Figuren verziert.

## Bleiglasfenster
Die Bleiglasfenster im Chor und im Querhaus wurden zwischen 1530 und 1550 eingebaut. Sie werden der Werkstatt von Nicolas Leprince in Beauvais zugeschrieben. Die Fenster wurden im 19. und 20. Jahrhundert von verschiedenen Werkstätten mehrfach restauriert und ergänzt.
| - Fenster 2: Szenen aus dem Leben des Apostels Paulus Bei dem Fenster wird eine Episode aus dem Leben des Apostels Paulus dargestellt, möglicherweise seine Bekehrung vor Damaskus (Damaskuserlebnis). Im Vordergrund sitzt ein gefesselter Greis auf einem Wagen, aus dessen Räder Flammen schlagen. Im Hintergrund sieht man einen Gehängten an einem Baum. |

| - Fenster 6: Jakobus der Ältere, heilige Barbara, Bischof Auf dem Fenster sind rechts der Apostel Jakobus, die heilige Barbara und ein Bischof dargestellt. Über der heiligen Barbara ist die Kette des Ordens des heiligen Michael zu erkennen. Auf den unteren Scheiben sind die Stifter dargestellt. |

| - Fenster 8: Fragmente mit Kreuzigungsszene In dem Fenster sind mehrere Fragmente eines Renaissancefensters eingebaut. Die linke obere Szene stellt die Kreuzigung Christi dar. Seitlich stehen Maria und der Apostel Johannes. An den Säulen sind die Jahreszahlen 1547, das Entstehungsjahr des Fensters, und 1957 bzw. 1967, die Restaurierungsdaten zu lesen. In der Scheibe des Maßwerks ist ein musizierender Engel dargestellt. |

| - Fenster 9: Szenen aus dem Leben des Apostels Jakobus des Älteren Das Fenster wird Nicolas Leprince zugeschrieben und stammt aus der Zeit um 1540. Es ist nur noch in Fragmenten erhalten, auf denen man die Predigt des Apostels, seine Enthauptung und den heiligen Franz von Assisi erkennen kann. Im unteren Teil sind Reste einer Inschrift erhalten. |

| - Fenster 10: Szenen aus dem Leben des heiligen Nikolaus oberer Teil (links), unterer Teil (rechts) Das Fenster mit Szenen aus dem Leben des heiligen Nikolaus von Myra ist das am vollständigsten erhaltene Fenster der Kirche. Es schildert auf zwei Ebenen in jeweils fünf Lanzetten die Wundertaten des Heiligen. In den unteren Szenen rettet Nikolaus drei zum Tode Verurteilte vor ihrer Hinrichtung, er erweckt die drei Scholaren, die bereits im Salzfass eingepökelt waren, wieder zum Leben und er rettet ein Schiff bei einem Seesturm. Die oberen Lanzetten stellen seine Bischofsweihe dar. |

## Ausstattung
- Die Kanzel stammt aus dem 16. Jahrhundert. Der Kanzelkorpus ist mit holzgeschnitzten Tafeln verziert, die von Eierstäben und Taubändern gerahmt und mit Reliefdarstellungen der Evangelisten, Apostel und anderer Figuren der Bibel skulptiert sind.[1]
- Die Figurengruppe der Grablegung stammt von 1882.

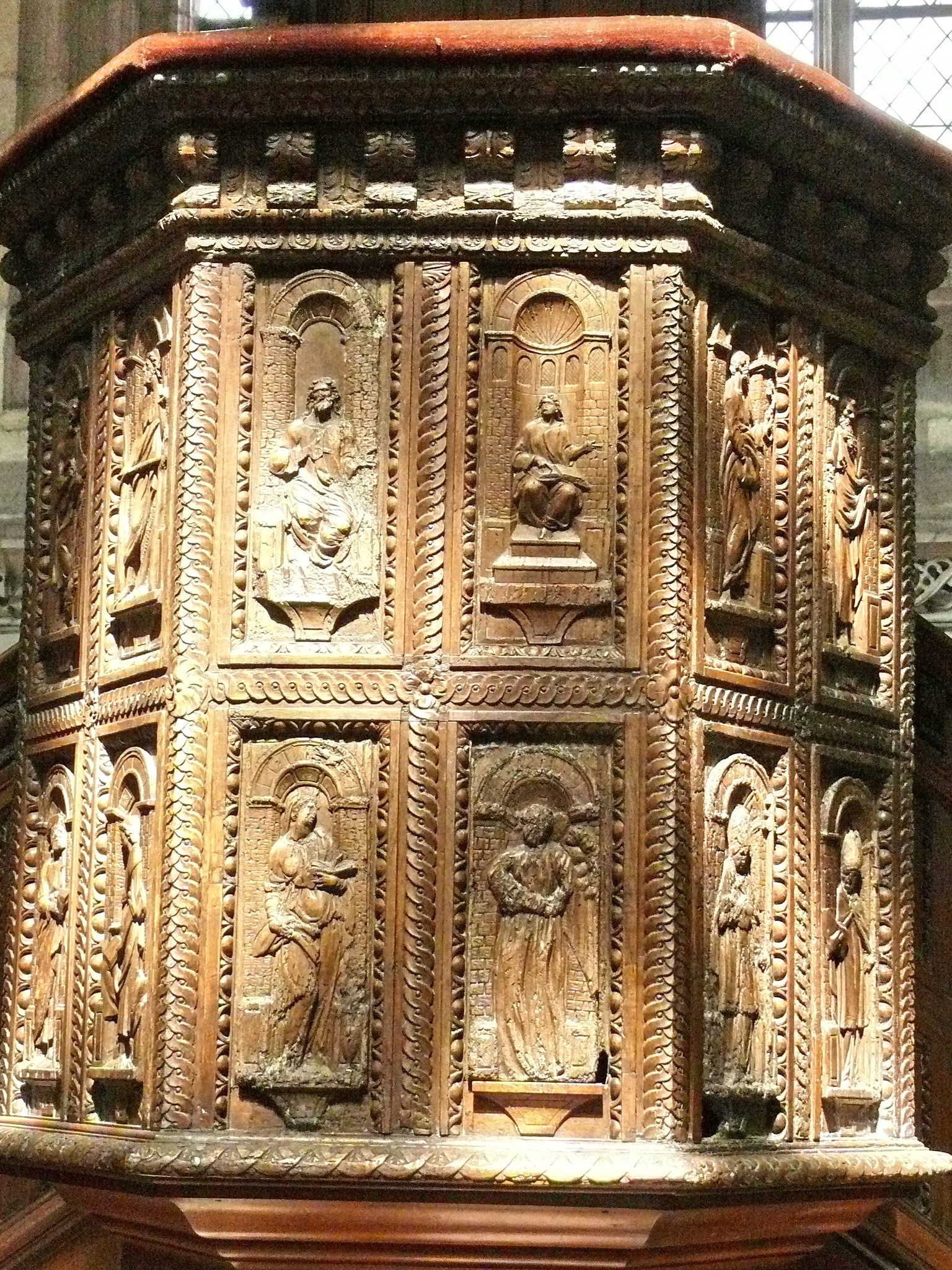
Kanzel
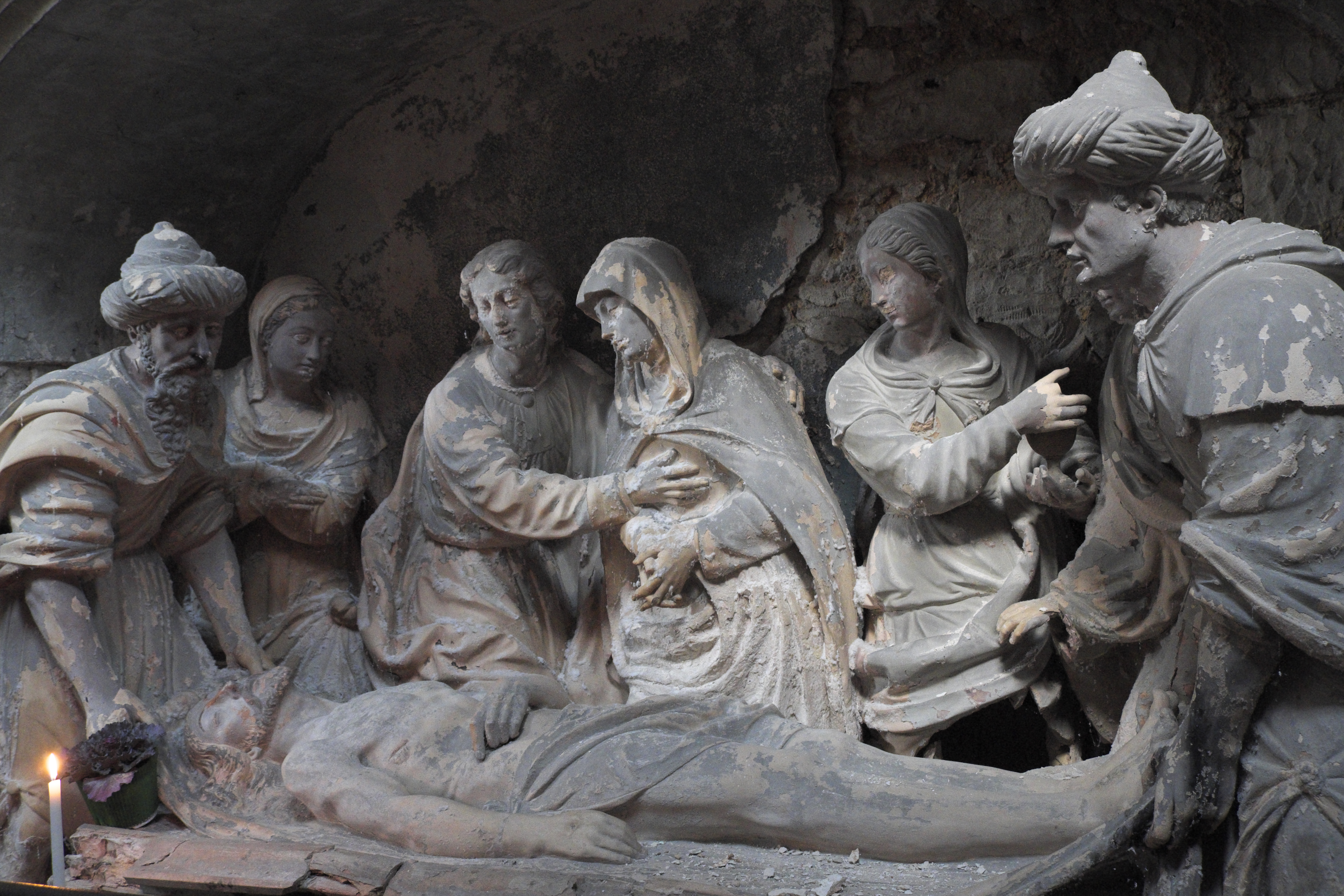
Grablegung